# A Lady of Quality (film, 1913)

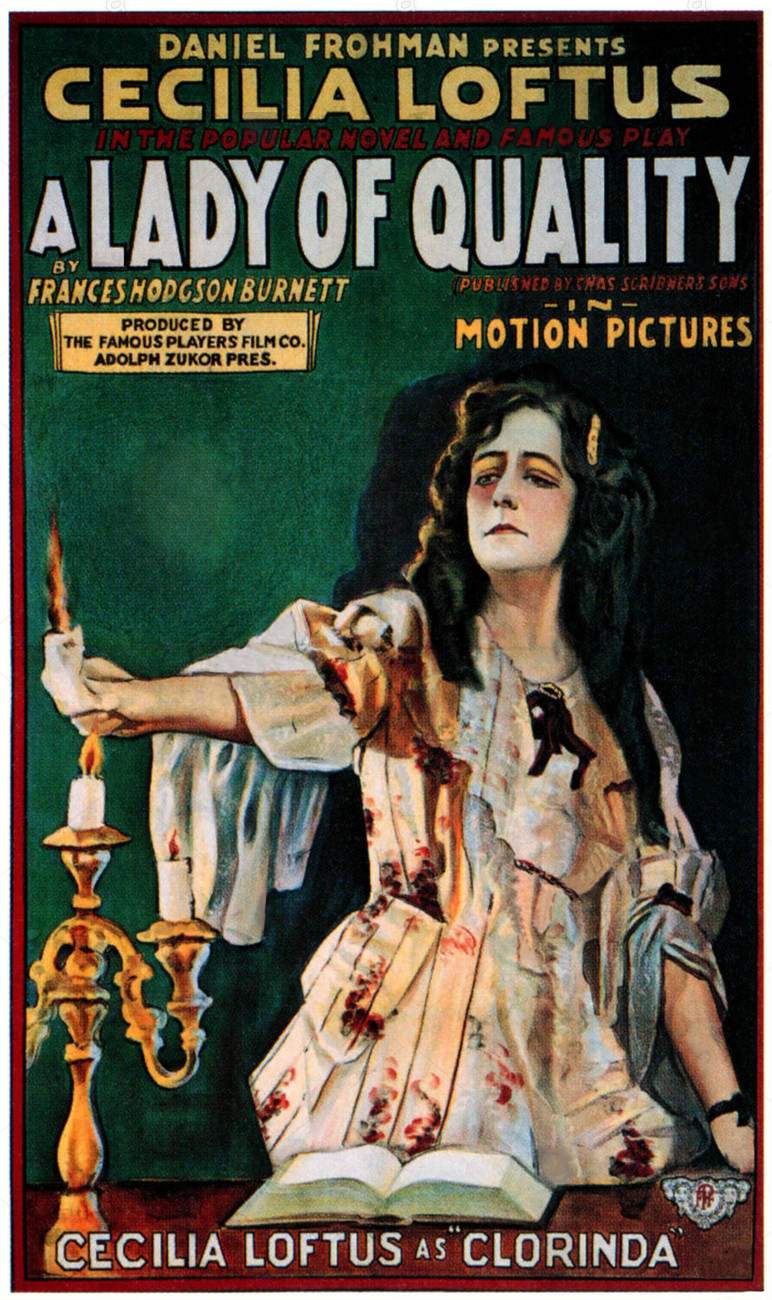
Affiche du film

Pour les articles homonymes, voir A Lady of Quality.
A Lady of Quality est un film américain réalisé par J. Searle Dawley et sorti en 1913.

## Fiche technique
- Réalisation : J. Searle Dawley
- Scénario : J. Searle Dawley d'après le roman et la pièce de Frances Hodgson Burnett (vers 1897)[1]
- Producteurs : Daniel Frohman, Adolph Zukor
- Durée : 5 bobines[2],[3]
- Date de sortie :
  - USA : 27 décembre 1913

## Distribution
- Cecilia Loftus : Clorinda Wildairs
- House Peters : le Duc d'Osmonde
- Peter Lang : Sir Jeoffrey Wildairs
- Hal Clarendon : Sir John Oxen
- Geraldine O'Brien : Sister Anne
- Roy Pilcher : Earl of Dunstandwolde (*as Roy Pilser)
- David Wall : Lord Eldershawe (*as Dave Wall)
- Alexander Gaden : Lord Twemlow